# Cyphokentia
Cyphokentia es un género con dos especies de plantas con flores perteneciente a la familia  de las palmeras (Arecaceae). 

## Distribución y hábitat
Es nativo de la selva de Nueva Caledonia, desde el nivel del mar a 900 m de altitud en suelos bien drenados. No son tolerantes de las heladas y suelen crecer con luz filtrada o  sombra hasta que llegan a la cubierta superior (canopea) en sus etapas posteriores de la vida.

## Taxonomía
El género fue descrito por Adolphe Theodore Brongniart y publicado en Compt. Rend. Hebd. Séances Acad. Sci. 77: 397 (1873).
Etimología
Cyphokentia: nombre genérico compuesto por kyphos = "joroba", y Kentia nombre otorgado en honor del horticultor William Kent, curador del Jardín Botánico de Buitenzorg (ahora Kebun Raya Bogor) en Java.

## Especies
- Cyphokentia cerifera (H.E.Moore) Pintaud & W.J.Baker (2008).
- Cyphokentia macrostachya Brongn. (1873).